# Besatón

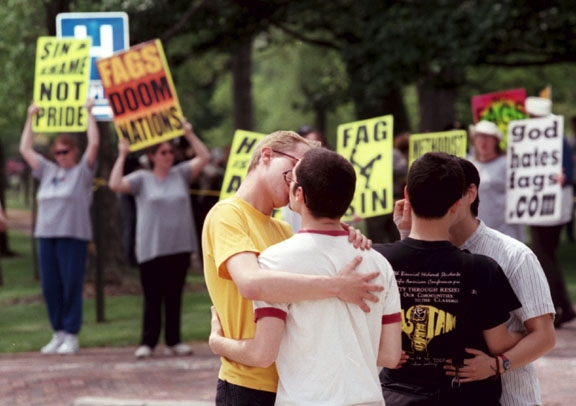
Besatón en Oberlin, Ohio, en 2000, frente a protestantes homofóbicos.

Un besatón o una besada es una manifestación pública en la que las personas se besan en señal de protesta contra la discriminación hacia la comunidad LGBTQ+ y en búsqueda de la defensa del ideal de amor y la libertad de expresión.

## Historia

### Colombia
El 17 de abril de 2019 se organizó un besatón por comunidad LGBTQ+ en un centro comercial Andino, luego, para el año 2022, en el corazón de Bogotá diversos colectivos protestaron contra el acoso y violencia contra una pareja homosexual a través medio de un besatón.

### Estados Unidos
En el año 1979 el primer besatón se organiza en San Francisco como respuesta al asesinato de Harvey Milk, un político abiertamente gay. Para la década de 1980 los besatones se convierten en una forma común de activismo LGBTQ+ en San Francisco y otras ciudades de Estados Unidos. Los besatones también se utilizan como forma de protesta contra la epidemia del SIDA y la discriminación hacia las personas con VIH/SIDA. Desde entonces, se ha convertido en una forma global de activismo, organizándose besatones en diversas ciudades del mundo.

### México
En México, en el año 2015 y en 2016 el 10 de septiembre  diversos grupos de activistas impulsaron un besatón en la Ciudad de México, cosa que contribuyó a  a crear un ambiente social favorable para la aprobación del matrimonio igualitario en México en 2014. Otro ocurrió en 2021 en la ciudad de Yucatán por integrantes de la comunidad lesbiana en memoria del día de las rebeldías lésbicas el 13 de octubre.
Para el año 2023, en abril se organizó un besatón en el centro de Veracruz por colectivos de la comunidad lésbica. Así mismo en febrero de 2024, se organizó un concurso que proponía dar al ganador de besatón un monto del equivalente a 4 mil pesos mexicanos.

### Perú
En 2024, también en febrero se convocó un besatón y diferentes actos de protesta contra alcalde Carlos Canales. Además, se celebraron bodas simbólicas entre personas de la comunidad LGBTIQ+.